# Мічурінський проспект (станція метро, Калінінська лінія)
55°41′22″ пн. ш. 37°29′06″ сх. д. / 55.689444° пн. ш. 37.485° сх. д.
«Мічурінський проспект» (рос. Мичуринський проспект) — станція Калінінсько-Солнцевської лінії Московського метрополітену. Відкрито 30 серпня 2018 року у складі дистанції «Раменки» — «Рассказовка»

## Конструкція
```
Колонна трипрогінна напівпідземна станція
[
1
]
 з острівною платформою.
```

## Колійний розвиток
Станція без колійного розвитку.

## Опис
Станція трирівнева: на першому рівні розташовані колії і пасажирська платформа, на другому — оглядовий майданчик, на третьому — службові та технічні приміщення. Між нижніми двома рівнями можна пересуватися за допомогою шести ескалаторів, розташованих у центрі платформи. Оглядовий майданчик є панорамним балконом, що спирається на видові контрфорси і сполучений пішохідними доріжками з парком у долині річки Очаковка. Також є вітражні прорізи на всю висоту уздовж частини західної колійної стіни станції, які забезпечать панорамний вид на парк безпосередньо зі станційної платформи.

## Оздоблення
Оздоблення має відсилання до діяльності біолога Івана Володимировича Мічуріна, на честь якого було найменовано проспект, що дав назву станції. Грані колон прикрашені силуетами квітучих гілок і плодів. В оздобленні станції використані граніт, глазурована кераміка, скло, сталь, алюміній. Фасад станції прикрашено триметровими світними буквами з написом «Мічурінський проспект».

## Розташування та вестибюлі
Станція розташована уздовж Мічурінського проспекту, на розі з вулицею Удальцова в 36-му мікрорайоні Раменок. Станція має два вестибюлі, з яких можна потрапити на обидві сторони Мічурінського проспекту і на вулицю Удальцова. Перший вестибюль розташовано на парній стороні Мічурінського проспекту і вбудований у будівлю станції, другий розташується на непарній стороні Мічурінського проспекту та є окремою одноповерховою будівлею, що є спільним вестибюлем для станцій Солнцевської лінії і Великої кільцевої лінії. Вестибюлі сполучені надземним критим пішохідним мостом, потрапити на який можна буде з другого рівня станції. Міст також виконує функцію надземного пішохідного переходу: через нього пішоходи можуть перетнути Мічурінський проспект, не заходячи у метро.

## Пересадки
- Метростанцію  Мічурінський проспект
- Автобуси: м17, 120, 325, 661, 715, 830